# 브레이브 스토리
《브레이브 스토리》(일본어: ブレイブ・ストーリー)은 2006년 공개된 일본의 애니메이션 영화이다.

## 줄거리
체력도 약하고 공부도 못하는, 초등학교 5학년 생인 '와타루 미타니'는 어느 날 귀신이 나온다는 유령 건물에 들어갔다가 '미츠루'라는 또래의 소년과 만나게 되고 '비젼'이라는 세계로 가서 5개의 보석을 모으면 소원을 이루어 준다는 사실을 전해듣게 된다. 갑작스러운 부모님의 이혼과 어머니의 자살 시도로 '와타루'의 평범한 일상은 망가지고, 절망에 빠져있던 와타루는 평화롭던 과거의 일상으로 되돌리기 위해 '비전'이라는 세계로 모험을 떠난다. 새로운 세상에 도착한 와타루는 시험을 통과한 후 사막에서 괴생물체에 쫓기다가 '키 키마'와 만나 도시로 가서 식사를 하던 도중, '미츠루'를 쫓으려고 사람들이 많은 서커스를 보러가게 된다. 거기서 그네를 타는 '미나'를 보게 된다. 서커스가 끝난 후 '와타루'는 '미츠루'를 찾으려고 서커스텐트 안으로 들어가 드래곤 새끼를 훔치려는 도둑들에게 덤탱이 씌어져서 정의를 행사하는 하이랜더들과 ..